# Florian Kleinhansl
Florian Kleinhansl, né le 11 août 2000 à Nürtingen en Allemagne, est un footballeur allemand qui joue au poste de latéral gauche au 1. FC Kaiserslautern.

## Biographie

### VfB Stuttgart (2019-2021)
Formé au sein du club, la carrière du joueur débute avec l'équipe réserve du VfB Stuttgart, évoluant en Oberliga.
Lors de sa première saison avec son club, le joueur participe activement à la montée de l’équipe réserve en Regionalliga Südwest. Il a disputé 27 matchs, marqué un but et délivré plusieurs passes décisives. Son engagement et ses performances ont été salués par le club, qui a prolongé son contrat en juillet 2020.

### VfL Osnabrück (2021-2024)
En juillet 2021, le joueur s'engage avec le VfL Osnabrück, alors en 3. Liga,.

### 1. FC Kaiserslautern (depuis 2024)
Le 4 juillet 2024, il rejoint le 1. FC Kaiserslautern, alors dernier finaliste de la DFB-Pokal face au Bayer 04 Leverkusen suite à la relégation de son ancien club en 3. Liga.

## Palmarès
| VfB Stuttgart rés. (1) :         | VfL Osnabrück (1) :                         |
| -------------------------------- | ------------------------------------------- |
| - Oberliga (1) - Champion : 2020 | - Niedersachsenpokal (1) - Vainqueur : 2023 |